# Werner Malitz

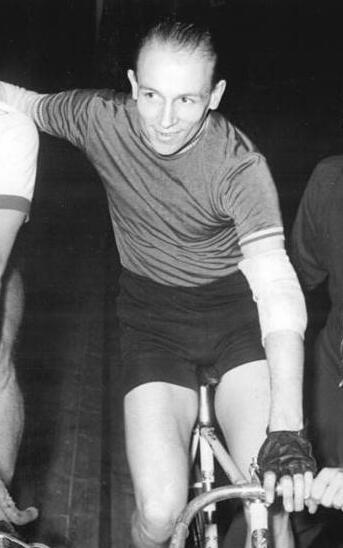
Werner Malitz, 1958

Werner Malitz (* 22. September 1926 in Berlin; † 28. Mai 2017 ebenda) war ein deutscher Radrennfahrer.

## Biographie
Spät aus französischer Kriegsgefangenschaft zurückgekehrt, nahm Werner Malitz (Spitzname „Hugo“) 1951 seine durch den Zweiten Weltkrieg unterbrochene Rennfahrer-Laufbahn (1943 war er Zweiter der deutschen Jugendmeisterschaft der Sprinter hinter dem später sehr populär werdenden Luxemburger Lul Gillen) bei der BSG Einheit Berliner Bär wieder auf. Im Jahr 1953 wurde Werner Malitz zweifacher DDR-Meister, im Sprint und im 1000-Meter-Zeitfahren, in der Mannschaftsverfolgung belegte er mit der Mannschaft (Fritz Jährling, Ronald Maraun und Heinz Wahl) der BSG Einheit Berliner Bär (später Berliner TSC) Platz drei. In der DDR-Rundfahrt 1951 kam er auf den 18. Platz. 1954 gewann er das Straßenrennen Berlin–Cottbus–Berlin. 1955 wurde er gemeinsam mit Wahl DDR-Meister im Tandemrennen. 1957 gewann er die Ägypten-Rundfahrt, bei der er 1956 bereits eine Etappe gewonnen hatte. 1958 wurde er ein weiteres Mal DDR-Meister im Zweier-Mannschaftsfahren mit Siegfried Köhler und belegte Platz drei in der Einerverfolgung. 1958 gewann er die Internationale Omnium-Meisterschaft von Berlin auf der Radrennbahn der Werner-Seelenbinder-Halle mit Peter Gröning als Partner. Bei den Olympischen Sommerspielen 1956 in Melbourne bestritt er die Mannschaftsverfolgung, nachdem er sich in den Olympiaausscheidungsrennen im Bahnradradsport 1956 mit seinem Team qualifiziert hatte. Er blieb mit seinem Team unplatziert.
Nach seiner aktiven Laufbahn war Malitz von 1959 bis 1990 als Trainer beim SC Einheit Berlin bzw. Cheftrainer der Berliner TSC-Radsportsektion tätig. Ab 1969 war er auch Disziplintrainer des Deutschen Radsport-Verbandes der DDR für Tandem und Sprint. Als 63-Jähriger ging er 1990 in den Vorruhestand, blieb den Sportlern des Berliner KED-Bianchi-Teams aber als Betreuer und Helfer erhalten.
Werner Malitz starb im Mai 2017 im Alter von 90 Jahren in einem Berliner Pflegeheim.

## Auszeichnungen
- 1954 Ehrentitel Meister des Sports
- 1957 Ehrentitel Verdienter Meister des Sports
- 1971 Vaterländischer Verdienstorden in Bronze[6]
- Ehrenzeichen für Körperkultur und Sport der Deutschen Demokratischen Republik